# Montregard
Montregard ist eine französische Gemeinde mit 613 Einwohnern (Stand: 1. Januar 2022) im Département Haute-Loire in der Region Auvergne-Rhône-Alpes. Sie gehört zum Arrondissement Yssingeaux und ist Mitglied im Gemeindeverband Haut Pays du Velay Communauté. Die Einwohner werden Morganais und Morganaises genannt.

## Geografie

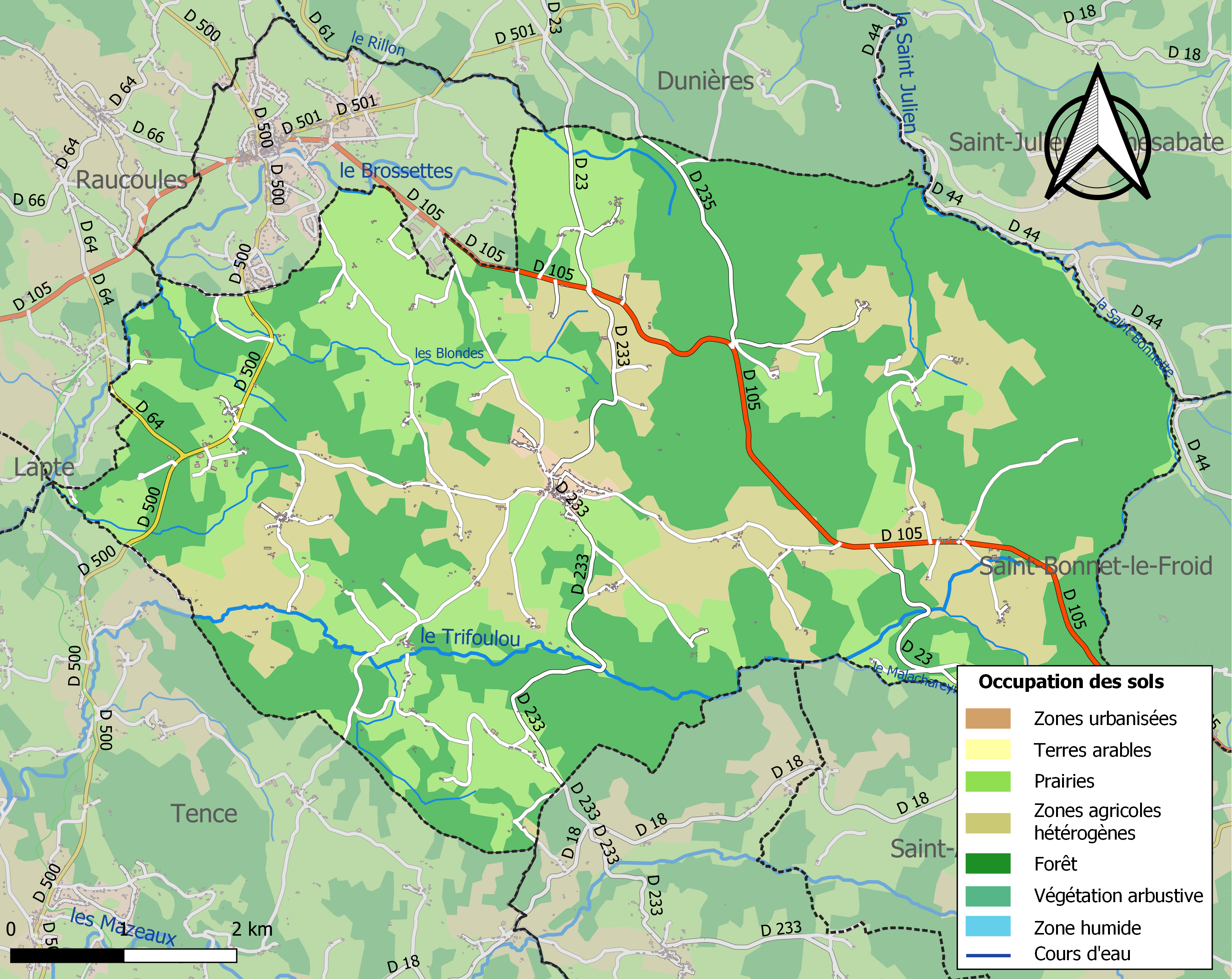
Bodennutzung, Hydrografie und Infrastruktur der Gemeinde (2018)

Montregard liegt in der Région naturelle Velay, einer Landschaft im Südosten der Auvergne im Zentralmassiv, etwa 120 Kilometer ostsüdöstlich von Clermont-Ferrand und etwa 32 Kilometer südsüdwestlich von Saint-Étienne an der Grenze zum Département Ardèche. Die Gemeinde befindet sich im Einzugsgebiet der Loire. Der Trifoulou, ein Nebenfluss des Lignon du Velay, entspringt im Osten des Gemeindegebiets und durchströmt es im südlichen Bereich von Ost nach West. Der Brossettes begrenzt die Gemeinde abschnittsweise im Westen, der Ruisseau de Saint-Julien, die Saint-Bonnette und der Ruisseau de Monteyrimard im Nordosten und Osten.
Etwa 52 % der Fläche der Gemeinde sind bewaldet oder naturbelassen, etwa 47 % werden landwirtschaftlich genutzt.
Umgeben wird Montregard von den Nachbargemeinden Montfaucon-en-Velay im Nordwesten und Norden, Dunières im Norden, Saint-Julien-Molhesabate im Nordosten, Saint-Bonnet-le-Froid im Osten und Südosten, Saint-André-en-Vivarais (Département Ardèche) im Südosten und Süden, Le Mas-de-Tence im Süden, Tence im Süden und Südwesten, Lapte im Westen sowie Raucoules im Nordwesten.

## Bevölkerungsentwicklung
| Jahr                       | 1962 | 1968 | 1975 | 1982 | 1990 | 1999 | 2006 | 2013 | 2020 |
| Einwohner                  | 903  | 841  | 696  | 599  | 581  | 594  | 610  | 616  | 581  |
| Quellen: Cassini und INSEE |      |      |      |      |      |      |      |      |      |

## Sehenswürdigkeiten
- Kirche Saint-Jean-Baptiste aus dem 17. Jahrhundert
- Calvaire
- Schloss Marcoux aus dem 16. Jahrhundert
- Reste einer mittelalterlichen Burg

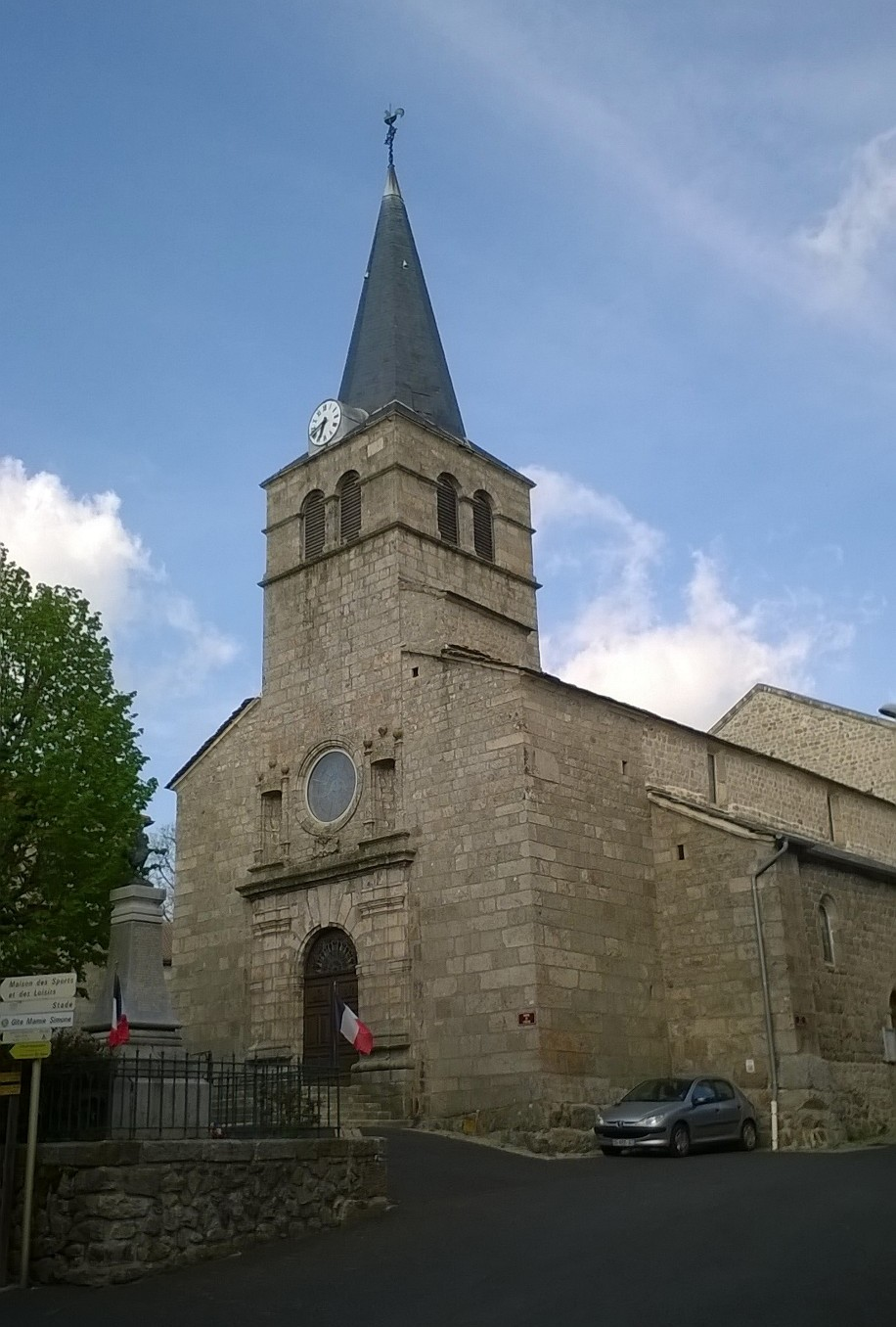
Kirche Saint-Jean-Baptiste
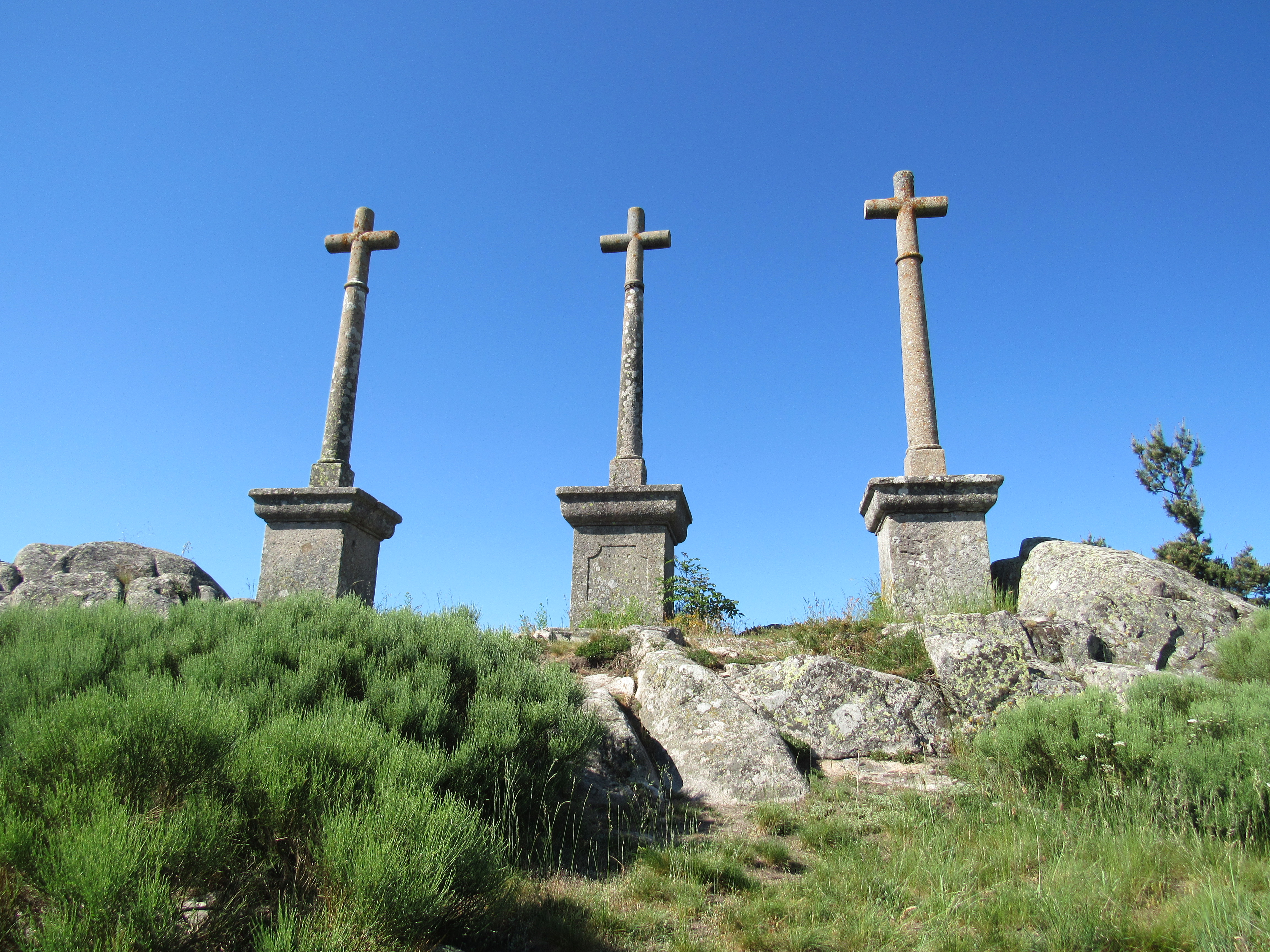
Calvaire

## Verkehr
Montregard wird von der Departementsstraße D 105, der ehemaligen Route nationale 105, von Yssingeaux über Montfaucon-en-Velay im Westen nach Davézieux über Saint-Bonnet-le-Froid im Osten durchquert. Die Departementsstraße D 500, die ehemalige Route nationale 500, von Firminy im Norden nach Châteauneuf-de-Randon im Süden wird durch das westliche Gemeindegebiet geführt. Die Straßenverbindungen innerhalb der Gemeinde und weiteren Nachbargemeinden werden durch die Departementsstraße D 233 und lokalen Landstraßen gewährleistet.